# 反社會行為

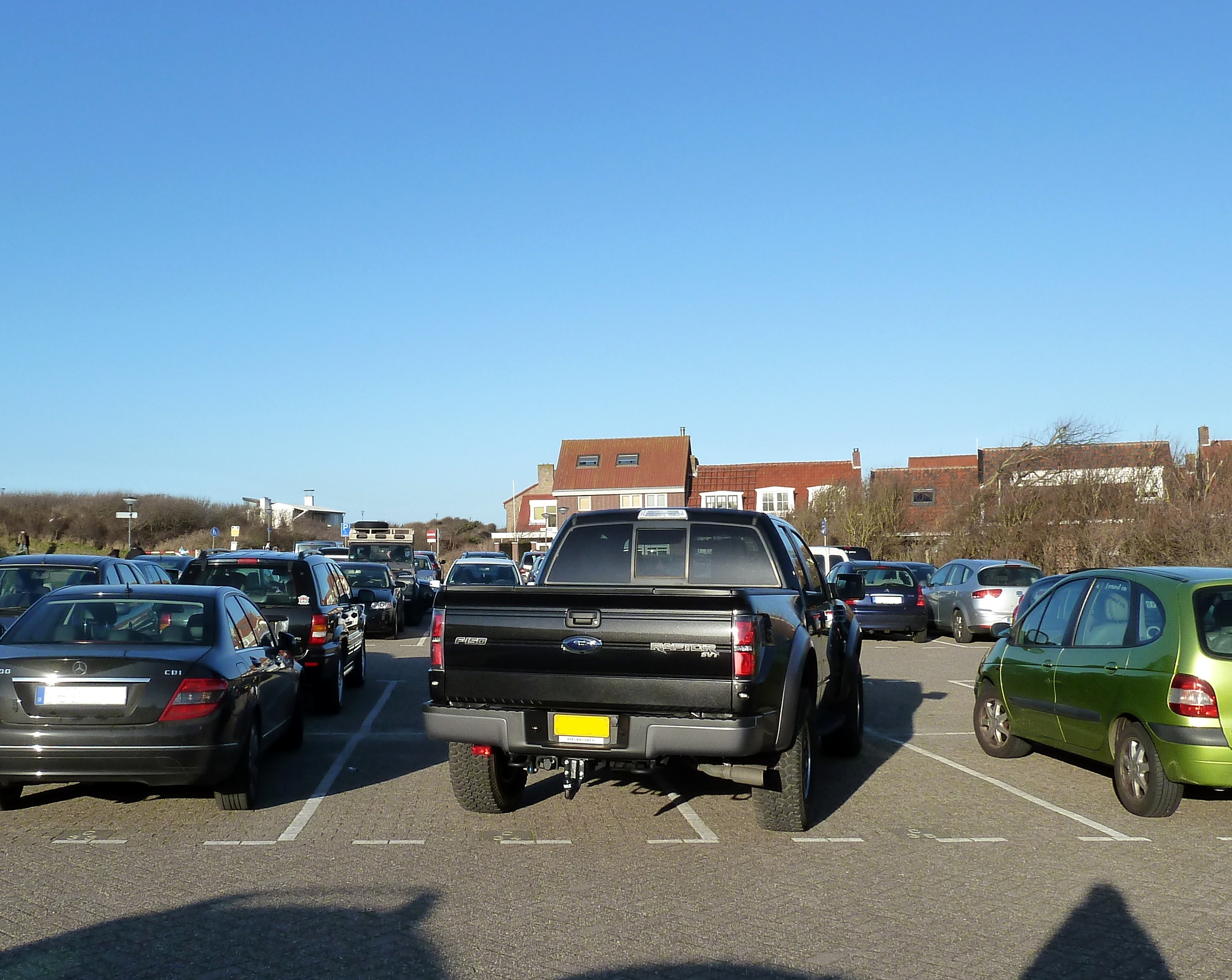
反社会的停车方式

反社會行為（Anti-social behavior）指的是一種故意或非故意、不顧他人觀感、損害他人利益或尊嚴或社會秩序，而且可能對社會造成危害、無法增進公眾福祉的行為。被定性為反社會的行為包括了破壞、强姦、盜竊、故意傷害他人、殺人或虐待動物等等。反社會嚴重者常被「建制內的人」稱為「罪犯」（Criminals）、「極端分子」（Extremists），甚至是「恐怖分子」（Terrorists）。因此世界各國都在民事和刑事上修訂反制反社會行為的條文。
在精神病學上，根據美國精神醫學學會出版的《精神疾病診斷與統計手冊》，持續性的反社會行為可被診斷為反社會型人格異常。國際疾病傷害及死因分類標準第十版則將其定義為「反社會型人格障礙」（Dissocial personality disorder）。另外霸凌與反社會行為相關，在兒童時期參與霸凌、欺負他人的人，遠比其他人更可能出現反社會行為。具霸凌加害人特質的男性，有60%在24歲以前犯罪，不具霸凌加害人特質的男性，則只有大約24%在24歲以前犯罪。
盡管反社會行為常常是由社會化不足的人做出的，但社會化甚至過度社會化跟反社會行為並不總是彼此衝突的，甚至過度社會化在一定程度上會導致或助長反社會行為，過度社會化導致的自我控制可能是種族屠殺等嚴重反社會行為的成因之一。此外在一個米爾格倫實驗中，高親和性和盡責性的人，在接受惡意權威的指揮下，更願意對受害者施加高電壓，而這是因為高盡責或高親和的人更難抵抗權威所致。換句話說光是社會化並不足以讓一個人不作出反社會行為，個人出自良心的獨立判斷也是一樣重要的。

## 在維基百科及其社群中的反社會行為
除以上在公共場合中發生的行為外，在維基百科中，亦有維基人因反社會人格而作出破壞行為，故意無視任何編輯規則，例如清空頁面、惡作劇、加入子虛烏有的內容、歪曲事實等。這些用戶的下場可能被其他用戶警告，甚或被管理員封禁等，因此用戶應時刻保持克制，當有怒氣時都不應以破壞行為發洩自己。